# Королівська академія вільних мистецтв (Швеція)
59°19′43″ пн. ш. 18°03′52″ сх. д. / 59.328672° пн. ш. 18.064419° сх. д.
Королівська академія вільних мистецтв (швед. Kungliga Akademien för de fria konsterna) — шведська художня академія в Стокгольмі.

## Історія
Академія була заснована в 1735 році Карлом Густавом Тессіном і архітектором Карлом Хорлеманом під назвою Королівська академія малювання (швед. Kongl. Ritakademien). Крім інших, в число основних предметів навчання входило малювання оголеної натури.

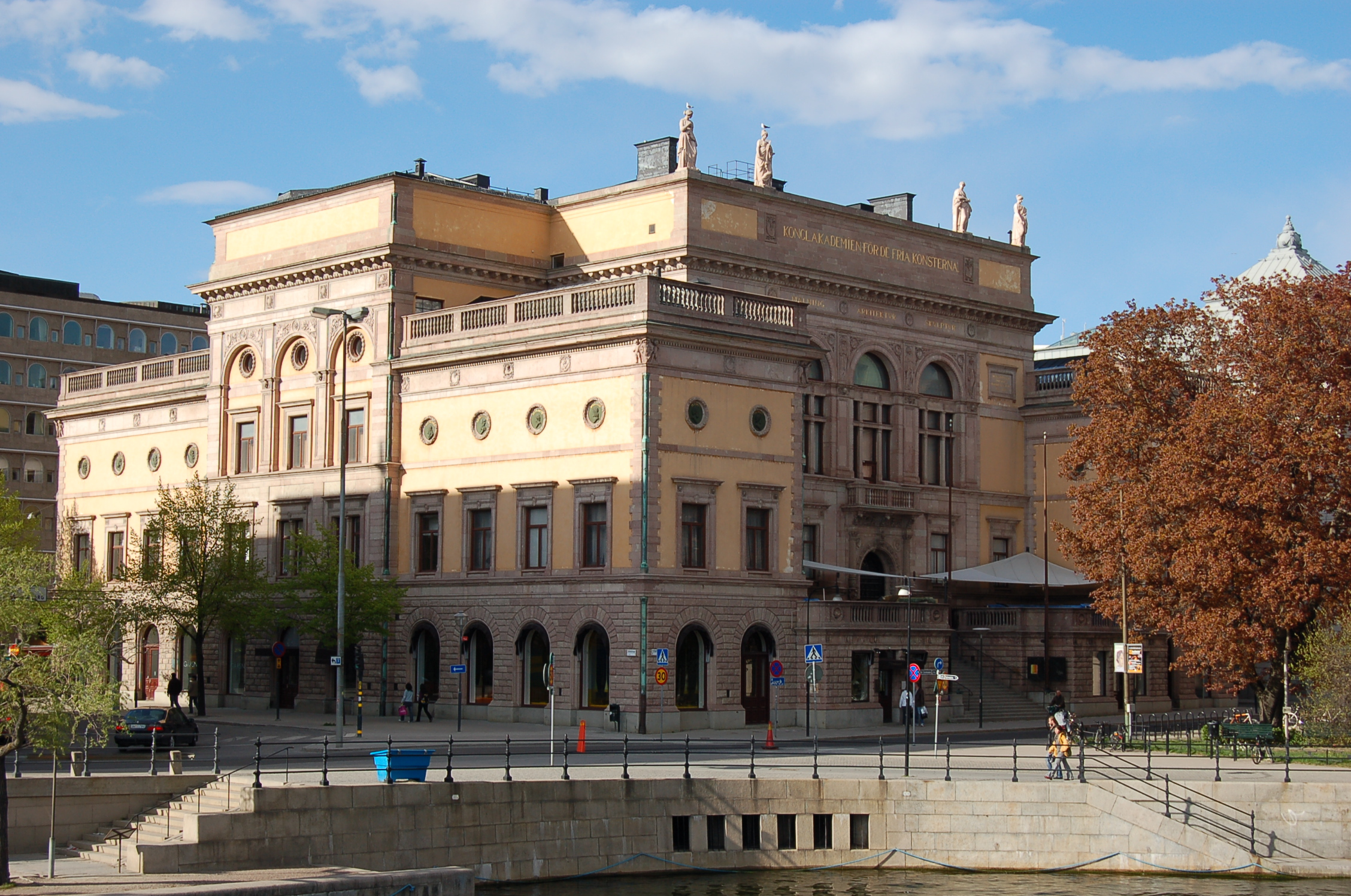
Будівля академії

У 1768 році відбулося перше засідання членів академії під керівництвом архітектора Карла Фредріка Аделькранца. У 1773 році, за указом короля Густава III, пишеться її перший статут, зразком для якого став статут Паризької Королівської Академії. Крім малювання, тут стали викладати архітектуру, анатомію, креслення, історію мистецтв і художню перспективу, в результаті чого спочатку невелика Академія малюнка розрослася і перетворилася в Королівську академію живопису і скульптури (швед. Kongl. Målare- och bildhuggareakademien). Свого розквіту Академія досягла в кінці XVIII століття, коли в ній викладали ряд знаменитих художників (наприклад, Юган Тобіас Сергель). У 1810 році вона отримала свою нинішню назву. З 1870 року Академія знаходиться в своєму нинішньому будинку, за адресою Фредсгатан 12 в стокгольмському районі Нормальм (швед. Norrmalm).
Першою жінкою, обраною у число академіків, стала в 1773 році Ульріка Паш. З 1864 року в Королівську академію приймаються і жінки, серед них була Анна Нордландер. В кінці XIX століття деякі молоді шведські художники, в тому числі Карл Ларссон і Ернст Юсефсон, а також ще 82 члени «академіка», без успіху намагалися реформувати застарілу систему освіти в Академії. Після відкриття в 1876 році в Стокгольмі Королівської вищої технічної школи навчання майбутніх архітекторів було передано з Академії туди.
У 1978 році зі складу Академії виділилася в самостійний навчальний заклад Королівська вища художня школа (швед. Kungliga Konsthögskolan), де нині відбувається навчання молодих художників, і з 1995 року вона перебуває в окремій будівлі, разом зі своїми навчальними та виставковими залами і майстернями.
Королівська академія вільних мистецтв є власником великого зібрання художніх цінностей, зібраних починаючи з 1735 року, що охоплює колекцію картин і скульптур, а також зібрання античних пам'яток мистецтва. Академія має велику бібліотеку і архіви.